# Sebastian Betz
Sebastian Betz (Weilheim in Oberbayern, 12 giugno 1985) è un ex cestista tedesco.

## Carriera
Ha militato in Bundesliga con il s.Oliver Würzburg.